# Glennovo výzkumné středisko
Glennovo výzkumné středisko (anglicky Glenn Research Center, plným názvem NASA John H. Glenn Research Center at Lewis Field je výzkumné středisko NASA, které leží ve Spojených státech amerických v Ohiu mezi clevelandským předměstím Brookpark a městem Fairview Park. Je jedním z velkých výzkumných center NASA, pracuje v něm přes 3400 zaměstnanců.
Jeho hlavním úkolem je výzkum a vývoj nových technologií pro letectví a kosmonautiku. Mimo jiné se podílelo se na vývoji motorů pro kosmické lodě Apollo, vyvinulo urychlovací stupeň Centaur, vyvíjí též iontové a nukleární pohonné jednotky. Zabývá se výzkumem pokročilých technologií získání, konverze a uchovávání energie jako jsou solární články, baterie a palivové články, radioizotopové zdroje energie. Vyvíjí materiály pro extrémní podmínky pro použití v letectví a kosmonautice.
Založeno bylo roku 1942 jako Aircraft Engine Research Laboratory řízená Národním poradním výborem pro letectví (NACA, koncem 50. let reorganizovaným v NASA). Roku 1947 bylo přejmenováno na Výzkumnou laboratoř leteckého pohonu (Flight Propulsion Research Laboratory) a roku 1948 Lewisovu laboratoř leteckého pohonu (Lewis Flight Propulsion Laboratory) po George Lewisovi, který v letech 1919–1947 stál v čele leteckého výzkumu NACA. Roku 1958 opět změnilo název, na Lewisovo výzkumné středisko NASA (NASA Lewis Research Center). Konečně roku 1999 získalo definitivní název, když bylo pojmenováno po astronautovi a politikovi Johnu Glennovi.